# 奧地利交通

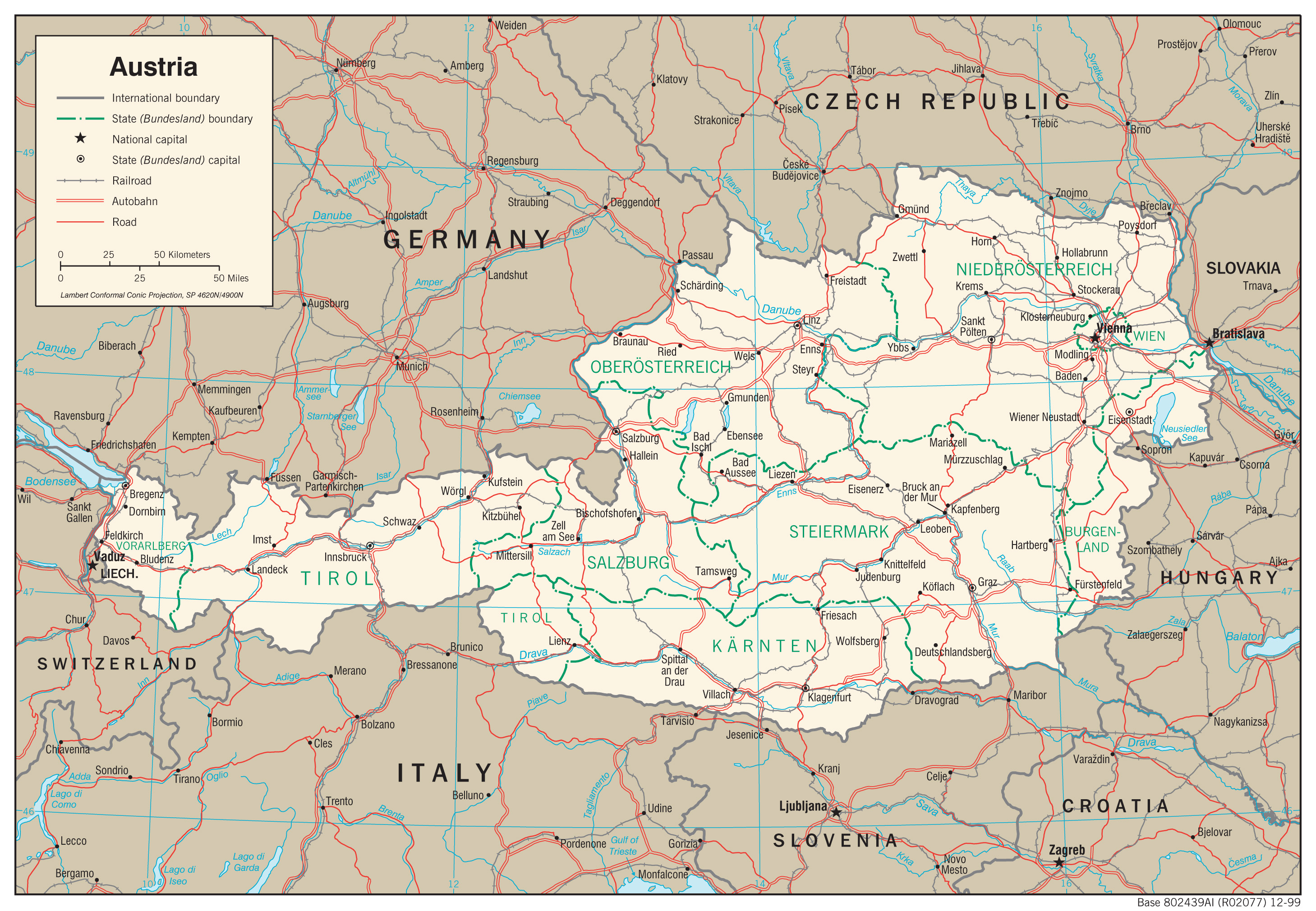
奥地利交通路线

本文簡述奧地利的交通狀況。奧地利是內陸國，國內沒有海港，水運為內河航運。

## 鐵路
奧地利國家鐵路系統由奥地利联邦铁路（德語：Österreichische Bundesbahnen，简称ÖBB）負責營運。
總計： 6,123 km （其中 3,523 km 已電氣化）
標準軌 5,639 km 1,435毫米（4英尺8+1⁄2英寸）
窄軌 507 km 
奧地利的鐵路由奧地利聯邦鐵路公司運行。

## 公路
總計： 200,000 km （其中1700km是高速公路）

## 機場
奧地利有55個機場和2個直升機用機場。

## 內河港口
所有奧地利港口都通過美因-多瑙河運河與荷蘭鹿特丹港相連。
- 恩斯
- 多瑙河畔克雷姆斯
- 林茨
- 維也納